# Гигантская фосса
Гигантская фосса (лат. Cryptoprocta spelea) — вымершее хищное млекопитающее из семейства мадагаскарских виверр. Найденные в северных и западных районах Мадагаскара остатки гигантских фосс принадлежат эпохе голоцена. 

## История исследования
В 1902 году французский зоолог Грандидье описал вариативную форму ныне живущей фоссы (Cryptoprocta ferox) на основе субфоссилий, найденных в двух пещерах на Мадагаскаре и назвал её spelea, что означает «пещерная». Впоследствии существовали различные мнения относительно справедливости этого таксона. В 2004 году американский биолог Стив Гудман и его коллеги рассмотрели и проанализировали 159 субфоссильных и 32 современных остеологических образца Cryptoprocta и пришли к выводу, что это были два вида, сосуществовавшие на Мадагаскаре в недавнем геологическом прошлом.

## Экология
Учитывая размер Cryptoprocta spelea, её массивные челюсти и большие зубы, она была активным, похожим на пуму хищником и охотилась на более крупную добычу, чем ныне живущая C. ferox. Эти два вида Cryptoprocta достаточно различались по размерам, чтобы сосуществовать. По оценкам вес Cryptoprocta spelea составлял 17—20 кг.
Одновременно с этим хищником существовали эпиорнисы — одни из крупнейших птиц всех времён. Возможной добычей гигантской фоссы являлись мадагаскарские карликовые бегемоты.